# 罗城民歌
羅城民歌是民歌的一種，主要流行在安徽省池州市貴池區墩上街道一帶，是池州的文化象征之一。

## 種類
羅城民歌分為三種：山歌、号子、小调等。它是貴池劳动人民长期以来“创作出来的口头诗歌”。

## 特色
流畅别致，节奏稳健，领者昂扬，和者平实。